# Zein al-Sharaf Talal
Titre
Reine de Jordanie
20 juillet 1951 – 11 août 1952
(1 an et 22 jours)
Zein al-Sharaf Talal (en arabe : زين الشرف بنت جميل, 2 août 1916 –  26 avril 1994) était la reine de Jordanie et l'épouse du roi Talal. Elle fut aussi mère du roi Hussein.

## Mariage et enfants
Le 27 novembre 1934, elle épouse son cousin germain Talal, avec qui elle eut 6 enfants :
- Le roi Hussein (14 novembre 1935 – 7 février 1999)
- La princesse Asma (décédée à la naissance en 1937)
- Le prince Mohammed (2 octobre 1940 – 29 avril 2021)
- Le prince El Hassan (né le 20 mars 1947)
- Le prince Muhsin (décédé)
- La princesse Basma (née le 11 mai 1951)